# Бака бијела
„Бака бијела” је хрватски ТВ филм из 1992. године. Режирао га је Стијепо Мијовић Кочан  који је написао и сценарио.

## Улоге
| Глумац                 | Улога             |
| ---------------------- | ----------------- |
| Милка Подруг Кокотовић | Бака Бијела       |
| Ања Шоваговић Деспот   | Бланка            |
| Драган Деспот          | Марко             |
| Иван Симеон            | Роберт            |
| Марија Алексић         | Бака Грета        |
| Николина Павлићевић    | Етернела          |
| Предраг Пређо Вусовић  | Поштар Мато       |
| Нина Хладило           | Суседа Јелка      |
| Мише Мартиновић        | Сусед             |
| Иво Мрчела             | Пушко             |
| Вида Јерман            | Суседа из ходника |

Остале улоге  ▼
| Глумац            | Улога              |
| ----------------- | ------------------ |
| Ксенија Пајић     | Колегиница у уреду |
| Нико Ковач        | Пуковник           |
| Нада Кластерка    | Жена у врту        |
| Младен Шермент    | Човек у врту       |
| Гордан Пицуљан    | Пролазник 1        |
| Душко Груборовић  | Пролазник 2        |
| Јадранка Матковић | Пролазница         |
| Филип Шоваговић   | Вођа фрајера       |